# Лоцманова Галина Павлівна
Галина Павлівна Лоцманова (4 квітня 1944, місто Казань, тепер Татарстан, Російська Федерація) — радянська діячка, новатор виробництва, монтажниця Казанського заводу електронних обчислювальних машин, міністр соціального забезпечення Татарської АРСР. Член Центральної Ревізійної комісії КПРС у 1971—1986 роках.

## Життєпис
У 1962—1966 роках — намотчиця, майстер, у серпні 1966—1985 роках — монтажниця Казанського заводу електронних обчислювальних машин.
У 1963 році закінчила школу робітничої молоді в Казані, в 1966 році — школу майстрів.
Член КПРС з 1967 року.
У 1973 році закінчила заочно Казанський електротехнікум зв'язку.
У 1981 році закінчила Саратовську вищу партійну школу.
У 1985—1992 роках — міністр соціального забезпечення Татарської АРСР (Республіки Татарстан).
На 1998 рік — заступник міністра соціального забезпечення Республіки Татарстан.
Потім — на пенсії в місті Казані.

## Нагороди і звання
- орден Трудового Червоного Прапора
- ордени
- медалі